# ROSAT
ROSAT (Röntgensatellit) va ser un telescopi de raigs X alemany, amb instruments construïts a Alemanya, Regne Unit i als EUA. Va ser llançat l'1 de juny de 1990, en un coet Delta II des del Cap Canaveral, amb el que es preveia que seria una missió de 18 mesos; tot i això, va operar durant 8 anys fins al 12 de febrer de 1999.
S'espera que el ROSAT reentri a l'atmosfera de la Terra entre el 21 i el 23 d'octubre de 2011. El febrer de 2011, es va informar que era poc probable que el satèl·lit de 2.400 kg es cremés completament reentrant a l'atmosfera de la Terra, a causa de la gran quantitat de ceràmica i vidre utilitzats en la construcció. Algunes parts, de fins a 400 kg, podrien impactar a la superfície intactes.